# Suggan, Pargas
För andra betydelser, se Suggan (olika betydelser).
Suggan är en ö i Finland.   Den ligger i kommunen Pargas i den ekonomiska regionen  Åboland  och landskapet Egentliga Finland, i den södra delen av landet, 140 km väster om huvudstaden Helsingfors.